# Porosz államvasutak
A Porosz Államvasutak (németül: Preußische Staatseisenbahnen) kifejezés azokat a vasúti szervezeteket foglalja magában, amelyek a porosz állam tulajdonában vagy kezelésében voltak. Az "államvasutak" kifejezés nem nagybetűvel szerepel, mivel Poroszországnak nem volt önálló vasútigazgatása, hanem az egyes vasúti szervezetek a Kereskedelmi és Kereskedelmi Minisztérium, illetve annak későbbi szárnyvonala, a Közmunkaügyi Minisztérium irányítása alá tartoztak.
A porosz vasúthálózat hivatalos neve 1896-ig Königlich Preußische Staatseisenbahnen (K.P.St.E., "Királyi Porosz Államvasutak"), 1896-tól Königlich Preußische und Großherzoglich Hessische Staatseisenbahn (K.P.u.G.G.H.St.E., "Királyi Porosz és Nagyhercegi Hesseni Államvasutak") az első világháború végéig, és a Preußische Staatsbahn (P.St.B., "Porosz Államvasutak") az 1920-as államosításáig. Gyakori tévedés a K.P.E.V. rövidítés használata egy mitikus "Királyi Porosz Vasúti Igazgatóságra" (Königlich Preußischen Eisenbahn-Verwaltung) való feltételezett utalásként. Ilyen szervezet soha nem létezett, és a porosz vasúti kocsik a K.P.E.V. logót nyilvánvalóan a kölni részlegükből származó hiba miatt kapták.

## Áttekintés
Az első porosz vasutak magánvállalatok voltak, kezdve az 1838-as Berlin-Potsdami vasúttal, amelyet ezért "Stammbahn"-ként (nagyjából "eredeti vonal") ismertek. A porosz állam először 1850 körül finanszírozott vasutakat. Ezek voltak a Királyi Vesztfáliai Vasúttársaság (Königlich-Westfälische Eisenbahn-Gesellschaft) és a Porosz Keleti Vasút vagy Porosz Ostbahn (Preußische Ostbahn). 1875-ben két további fontos új vasutat finanszíroztak: a Porosz Északi Vasút vagy Porosz Északvasút (Preußsische Nordbahn) és a Marienfelde-Zossen-Jüterbogi Katonai Vasút.
Volt porosz államvasúti állomás Braunsbergben (ma Braniewo, Lengyelország).
Az 1866-os osztrák-porosz háborút követően különböző magán, kereskedelmi célú vonalak kerültek porosz ellenőrzés alá, helyzetüktől függően annexió, közvetlen vásárlás vagy pénzügyi támogatás révén. 1880 és 1889 között a legtöbb magánvonalat államosították, köszönhetően Poroszország erős pénzügyi helyzetének, amely 1907-ben Németország legnagyobb vállalatává tette.
Poroszország 1880-ban államosította vasútjait annak érdekében, hogy csökkentse a teherszállítási díjakat és kiegyenlítse azokat a fuvarozók között. Ahelyett, hogy a tarifákat a lehető legnagyobb mértékben csökkentette volna, a kormány a vasutakat nyereségtermelő vállalkozásként működtette, és a vasúti nyereség az állam egyik fő bevételi forrása lett. A vasutak államosítása lassította Poroszország gazdasági fejlődését, mert az állam a vasútépítésben a viszonylag elmaradott mezőgazdasági területeket részesítette előnyben. Ráadásul a vasúti többletek helyettesítették a megfelelő adórendszer kialakítását.
Az egyes vasutak úgy jártak el, mintha önálló üzemek lennének, és saját gördülőállományukat fejlesztették. Ennek az önállóságnak a mértékét jól szemlélteti egy 1893-as berlini utcarajz, amelyen a sziléziai pályaudvar (1882 óta az Ostbahn berlini kiindulópontja) és egymástól néhány száz méterre az Ostbahn berlini királyi és brombergi királyi részlegének főműhelyei láthatók.
Az első világháború végén az állami tulajdonban lévő porosz vasutak hálózata összesen csaknem 37 500 kilométer hosszú volt. A porosz államvasutak története 1920-ban ért véget a különböző német államvasutak államosításával és beolvasztásával a Birodalmi Vasutakba (Reichseisenbahn), később a Deutsche Reichsbahnba.